# Лепьевский
Лепьевский (устар. Линьевка) — река в России, протекает в Мордовии. Левый приток Мокши.

## География
Лепьевский берёт начало у деревни Матвеевка. Течёт на восток по открытой местности. Устье реки находится у села Ефаево в 373 км по левому берегу реки Мокша. Длина реки составляет 20 км, площадь водосборного бассейна — 120 км². Крупнейший приток: река Кранжей.

## Данные водного реестра
По данным государственного водного реестра России относится к Окскому бассейновому округу, водохозяйственный участок реки — Мокша от истока до водомерного поста города Темников, речной подбассейн реки — Мокша. Речной бассейн реки — Ока.
Код объекта в государственном водном реестре — 09010200112110000027582.